# Serge Klarsfeld
Pour les articles homonymes, voir Klarsfeld.
Serge Klarsfeld, né le 17 septembre 1935 à Bucarest en Roumanie, est un historien et avocat français.
Défenseur de la cause des déportés juifs en France, avec son épouse Beate, il a mené une action militante pour la reconnaissance de la Shoah, de la responsabilité des hommes et des États dans sa mise en œuvre, des droits des survivants et de leurs descendants.
Serge Klarsfeld échappa à la Gestapo à Nice en 1943 mais son père, Arno, fut interné à Drancy le 5 octobre 1943 sous le matricule 5 989 puis déporté de la gare de Bobigny par le convoi no 61 du 28 octobre 1943 vers Auschwitz-Birkenau.

## Biographie

### Formation et vie privée
Serge Klarsfeld est le fils de Arno et Raïssa Klarsfeld. Arno Klarsfeld est né le 20 janvier 1905 à Brăila en Roumanie. Serge Klarsfeld a une sœur Georgette, et deux demi-frères : Georges et Michel, que son père Arno a eus avec d'autres femmes. Ils garderont, néanmoins, un excellent souvenir de leur père puisque Georges a eu un fils qu'il a prénommé Arnaud, et Michel a eu un petit-fils prénommé Arno. Serge Klarsfeld s'entend fort bien avec eux et écrira dans son livre que sa famille de Montpellier est également la sienne.
En 1943, la famille Klarsfeld est réfugiée à Nice sous occupation italienne lorsque les Allemands y font leur entrée et y traquent les Juifs. Son père, Arno Klarsfeld fait alors construire dans leur appartement, au 15 rue d'Italie, un placard à double fond avec une mince cloison en contreplaqué derrière les vêtements, dans lequel Serge Klarsfeld, sa mère et sa sœur se cachent quand les Allemands viennent les chercher. Arno Klarsfeld leur dit qu'il est seul dans l'appartement, que sa femme et ses enfants ont quitté Nice parce qu'il y avait eu une désinfection de l'appartement. Arno Klarsfeld est envoyé à Auschwitz où à son arrivée, frappé par un kapo, il l'assomme, il sera alors placé dans un commando très dur et mourra à Auschwitz.
Après la Libération, les Klarsfeld retournent vivre en Roumanie, puis décident de revenir en France.
Après des études au lycée Claude-Bernard, Serge Klarsfeld fait des études d'histoire et est diplômé d'études supérieures en Histoire à la Sorbonne en 1958.
Il est aussi diplômé de l'Institut d'études politiques de Paris (1960),, docteur en lettres[réf. souhaitée],[Quand ?].
Lauréat d'une bourse Zellidja, il épouse en 1963 Beate Künzel, née le 13 février 1939 à Berlin. Ils ont eu ensemble deux enfants, dont Arno Klarsfeld. Le couple Klarsfeld a mené une action constante en faveur de la mémoire de la Shoah.

### Démasquer d'anciens nazis et responsables de la Shoah

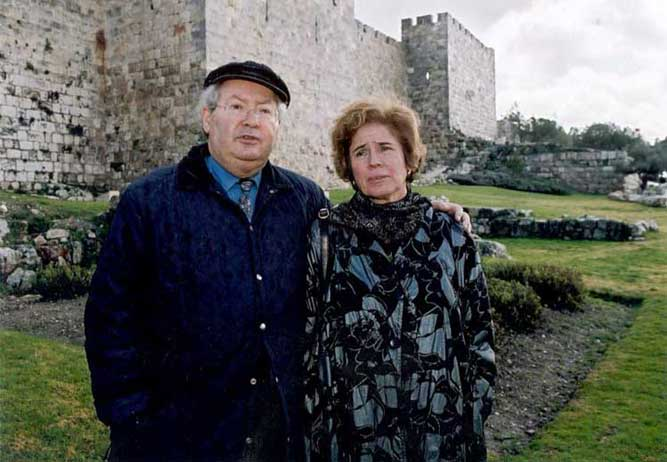
Serge et Beate Klarsfeld à Jérusalem (2007).

Les Klarsfeld ont milité contre l'impunité des anciens nazis : Kurt Lischka, Herbert Hagen, Ernst Heinrichsohn. Ils ont mené campagne en 1986 contre Kurt Waldheim, officier dans la Wehrmacht durant la Seconde Guerre mondiale, élu président de l'Autriche. Ils ont été longtemps ignorés par les dirigeants des autres institutions juives et par les politiques français.
Serge Klarsfeld est à la recherche d'Alois Brunner depuis des années. Il dresse la liste des enfants qu’il a raflés le 21 juillet 1944, retrouve leurs photos, recueille des témoignages. En 1982, Serge Klarsfeld se rend en Syrie. Mais il est expulsé. Serge et Beate Klarsfeld le seront quatre fois dans les années 1980.
Ils ont été victimes le 9 juillet 1979 d'une tentative d'assassinat par le réseau néo-nazi Odessa, qui demandait l'arrêt de leur travail pour retrouver les criminels nazis. Cette même année, Serge Klarsfeld s'est rendu à Téhéran pour protester contre l'exécution de Juifs libanais.
En 1987, après la condamnation à Lyon de Klaus Barbie, Serge Klarsfeld peut porter plainte contre Brunner à propos des Enfants d'Izieu raflés le 6 avril 1944 à la Maison d'Izieu. Mais même les discussions de président à président entre Jacques Chirac et Hafez el-Assad n'aboutissent pas à l'extradition d'Aloïs Brunner. Des commissions rogatoires internationales explorent plusieurs pistes : Argentine, Uruguay, Espagne, où, en 1995, un ancien général de la Wehrmacht et ami de Brunner, Otto Remer confirme finalement que l’ancien commandant du camp de Drancy vit bien en Syrie[réf. nécessaire].
Serge Klarsfeld et son épouse sont également à l'initiative des poursuites contre René Bousquet et Jean Leguay.

### Militant de la mémoire de la Shoah

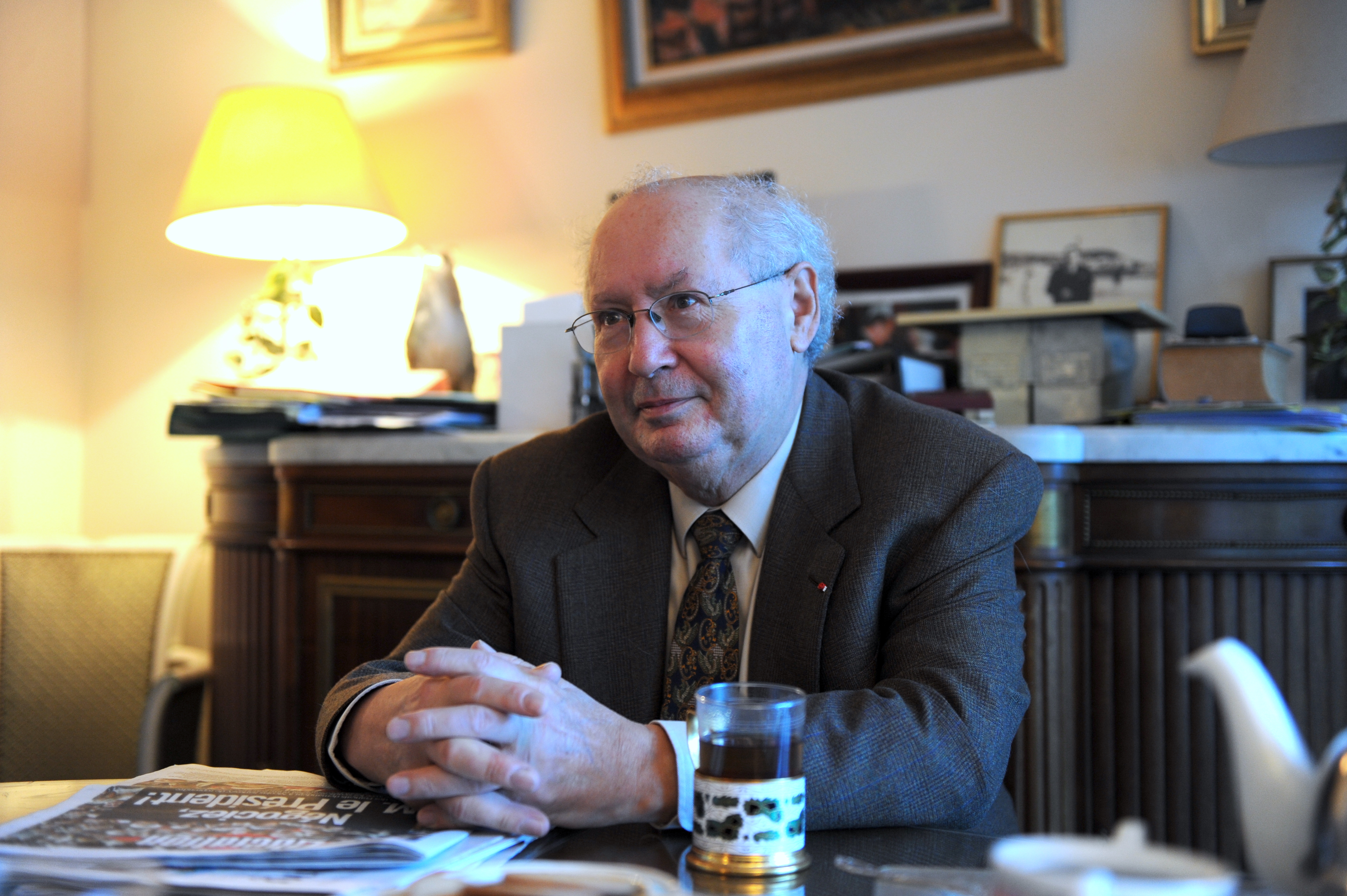
Serge Klarsfeld, le 20 octobre 2010 à son domicile parisien.

En France, Serge Klarsfeld crée en 1979 l'association Fils et filles de déportés juifs de France (FFDJF), qui a pour but de défendre la cause des descendants de déportés. En 1978, il publie Le Mémorial de la déportation des Juifs de France rédigé à partir de la liste des déportés (76 000), classés par convois. Dans Le Mémorial des enfants, il essaie de retrouver la photo et l'identité de chacun des 11 000 enfants envoyés vers la mort. Ses travaux représentent une des recherches les plus abouties sur la Shoah en France. En 1981, l'association a inauguré en Israël le Mémorial de la déportation des Juifs de France, un vaste monument qui porte le nom, la date et le lieu de naissance des 76 000 victimes françaises de l’extermination. Autour, 76 000 arbres forment une Forêt du souvenir. Il a aussi publié Le calendrier de la persécution des Juifs de France en 1983 et Vichy-Auschwitz en 1985.
Serge Klarsfeld est également membre du conseil d'administration de la Fondation pour la mémoire de la Shoah. Il est à l'origine de la création du Jardin mémorial des enfants du Vél' d'hiv', rue Nélaton à Paris.

#### Reconnaissance de la responsabilité de l’État français dans la Shoah

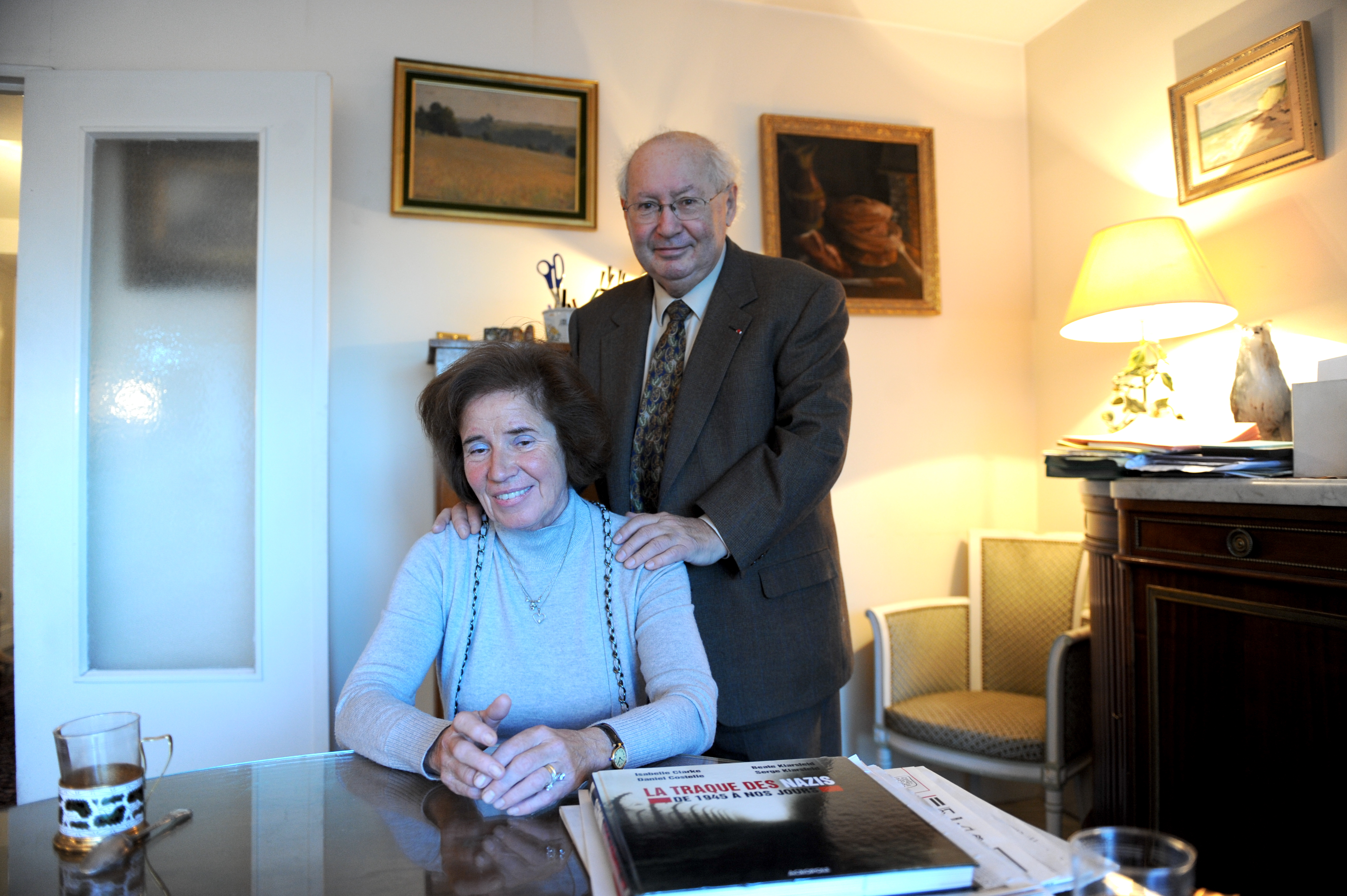
Serge et Beate Klarsfeld, le 20 octobre 2010 à leur domicile parisien.

À partir du début des années 1980, Serge et Beate Klarsfeld ont œuvré pour la reconnaissance de la responsabilité de l’État français dans la Shoah, notamment en s'appuyant sur l'association Fils et filles de déportés juifs de France qu'ils ont créée en 1979 et en publiant de nombreux articles et ouvrages, ce qui a conduit au :
- Discours de Jacques Chirac, président de la République, du 16 juillet 1995[13], sur la responsabilité de la France dans le sort des Juifs pendant la Seconde Guerre mondiale, durant lequel il affirme que "ces heures noires souillent à jamais notre histoire", ajoutant "Oui, la folie criminelle de l'occupant a été secondée par des Français, par l'Etat français. Il y a cinquante-trois ans, le 16 juillet 1942, 450 policiers et gendarmes français, sous l'autorité de leurs chefs, répondaient aux exigences des nazis"[14].
- Décret no 2000-657 du 13 juillet 2000 instituant une mesure de réparation pour les orphelins dont les parents ont été victimes de persécutions antisémites.

## Prises de position

### Vis-à-vis de l'extrême-droite: lutte puis rapprochement
Il appelle à voter pour le candidat LR Renaud Muselier pour faire barrage au candidat RN Thierry Mariani au premier tour des élections régionales de 2021 en Provence-Alpes-Côte d'Azur.
En 2022, il accepte, avec son épouse, la médaille d'honneur de la ville de Perpignan, reçue des mains de son maire Louis Aliot, vice-président du RN. Cette remise provoque de vives critiques : des historiens Denis Peschanski et Renée Poznanski, de la LICRA, SOS Racisme et l'Union juive française pour la paix (UJFP), entre autres. Les réactions expriment étonnement et incompréhension (Dominique Sopo évoque même « le grand âge » pour expliquer ce geste, à près de 90 ans) ; tous considèrent ce geste comme allant dans le sens de la normalisation du parti d'extrême droite.
Serge Klarsfeld rencontre Marine Le Pen en février 2024 après que son fils Arno a eu l’engagement de l’ancienne présidente du Rassemblement national (RN) que ce parti ferait « un grand discours » sur la protection des « Juifs de France ». Quatre mois plus tard, dans le cadre des élections législatives de 2024, Serge Klarsfeld déclare qu'en cas de duel entre La France insoumise et le RN, il votera, « sans hésitation », pour le candidat RN : « Aujourd'hui, le Rassemblement national soutient les juifs, soutient l'État d'Israël et il est tout à fait normal, vu l'activité que j'ai eue ces 60 dernières années, qu'entre un parti antisémite et un parti pro-juifs, je vote pour un parti pro-juifs »,,. Accusé de nier ainsi l'actuel antisémitisme d'extrême droite et sa continuité avec le passé, il est fortement critiqué par Ginette Kolinka, survivante de la Shoah, qui lui répond notamment que c'est bien en raison de la présence de l'extrême droite au pouvoir qu'elle a été déportée, témoignant de son inquiétude et de son incompréhension. Elle ne croit pas que l'extrême droite puisse jamais sincèrement défendre les Juifs et être plus ouverte que la gauche à ce qu'ils sont.
Selon Klarsfeld, une des « victoires » de la lutte contre l’antisémitisme a été « de voir qu’un certain nombre de partis considérés comme d’extrême droite en Europe sont passés de l’autre côté, du côté du soutien à la cause juive ». Ainsi, il fait le « pari que c'est sincère » à condition que « Marine Le Pen reconnaisse la loi Gayssot [de 1990, réprimant le négationnisme] et le discours de Jacques Chirac » sur la responsabilité de l’État français dans la déportation des Juifs, espérant un geste « prochain ».

### En faveur d'Israël
En décembre 2017, il considère que la reconnaissance de Jérusalem comme capitale israélienne par l'administration Trump des États-Unis est la « reconnaissance d'une réalité » et que la partie arabe de la ville pourrait être celle de la Palestine. Il suggère également que la ville entière devienne la capitale des Nations unies.
Il déclare sur la guerre à Gaza depuis 2023 « Quand je vois les témoignages de ceux qui étaient dans des abris, (venant) des Israéliens, qui sont des juifs, bien entendu ça nous replonge dans la Shoah » et quelques jours avant la marche du 12 novembre 2023, « Il faut se réjouir que le Rassemblement national participe à la marche contre l’antisémitisme » et que « Un parti d'extrême droite est un parti dont l'ADN est l'antisémitisme, et ce n'est pas le cas du Rassemblement national. Le RN est devenu un parti fréquentable ».

### Sur la question d'autres génocides
Le 15 février 2012, Serge Klarsfeld apporte son soutien à Christian Vanneste qui qualifie de « légende » la déportation de personnes homosexuelles en France lors de la Seconde Guerre mondiale. Serge Karsfeld argue alors que les seuls homosexuels déportés pour cette raison étaient des Alsaciens, soumis aux lois allemandes.
En février 2013, Serge Klarsfeld estime que la Suisse n'a vraisemblablement refoulé que 3 000 Juifs pendant la Seconde Guerre mondiale, rejetant ainsi les estimations précédentes de la Commission Bergier qui faisaient état plus de 25 000 personnes, et ajoutant qu'une nouvelle étude s'impose car « il s'agit de l'image de la Suisse dans le monde. Et cela est important pour le pays ».

### Soutien à des personnalités politiques de droite
Les Klarsfeld soutiennent Nicolas Sarkozy à l'élection présidentielle de 2012.
Pour le second tour de l'élection présidentielle de 2017 entre Marine Le Pen et Emmanuel Macron, il publie avec sa femme Beate et son fils Arno une photo évoquant les camps de concentration nazis pour appeler à voter contre la candidate FN et pour le candidat En marche.

### Vis-à-vis de la gauche: accusation d'antisémitisme contre LFI
En 2024, il considère que l’« extrême gauche […] est sous l’emprise de La France insoumise avec des relents antisémites et un violent antisionisme ».

## Œuvres

### Publications
- Mémorial de la déportation des Juifs de France, Paris, 1978.
- Mémorial de la Déportation des Juifs de France. Nouvelle édition, mise à jour, avec une liste alphabétique des noms. FFDJF (Fils et filles de déportés juifs de France), 2012.
- Mémorial des enfants juifs déportés de France, Association des fils et filles de déportés Juifs de France, 1994, 1872 p (consultation en ligne).
- L'Album d'Auschwitz  (ISBN 2-84761-070-7)
- Adieu les enfants (1942-1944)  (ISBN 2-84205-908-5)
- L'étoile des Juifs  (ISBN 2-909241-16-5)
- En souvenir de Georgy : Lettres de la maison d'Izieu : 1935-1944  (ISBN 0-89381-968-9)
- La Shoah en France, le calendrier des déportations (septembre 1942-août 1944) :
  - Tome 1
  - Tome 2
  - Tome 3  (ISBN 2-213-61051-7)
  - Tome 4  (ISBN 2-213-61052-5)
- Vichy-Auschwitz, t. 1 : 1942 : le rôle de Vichy dans la solution finale de la question juive en France, Paris, Fayard, 1983, 542 p. (ISBN 978-2-213-01297-1).
- Vichy-Auschwitz, t. 2 : 1943-1944 le rôle de Vichy dans la solution finale de la question juive en France, Paris, Fayard, 1983, 408 p. (ISBN 978-2-213-01573-6).
- Spoliation camps de province  (ISBN 2-11-004558-2)
- Destin à part. Seul déporté rescapé de la rafle de Clans du 25 octobre 1943  (ISBN 2-7384-3473-8)
- La rafle de la rue Sainte-Catherine à Lyon le 9 février 1943 (ASIN B0000DWWTZ)
- Les transferts de juifs du camp de Rivesaltes et de la région de Montpellier vers le centre de Drancy en vue de leur déportation, 10 août 1942, 1993
- Journal de Louis Aron, Directeur de la Maison Israélite de Refuge pour l'enfance: Neuilly-sur-Seine 1939, Crocq (Creuse) 1939-1942. Édité et présenté par Serge Klarsfeld avec la collaboration d'Annette Zaidman. Association "Les Fils et filles des Déportés Juifs de France" et "The Beate Klarsfeld Foundation", 1998
- La traque des nazis - De 1945 à nos jours, 2010  (ISBN 978-2-7357-0336-4)
- La traque des criminels nazis, Serge Klarsfeld, Anne Vidalie, Éditions Tallandier, 2013  (ISBN 979-1021003774)
- Le combat d'une vie, 25 ans à traquer les nazis, Serge Klarsfeld, éditions LIBRIO no 1142, 2015 (il s'agit de la préface du livre La Traque des criminels nazis, paru aux éditions Tallandier, en 2013)
- Mémoires, avec Beate Klarsfeld, Fayard Flammarion, 2015.
- On pensait qu'il allait revenir, Flammarion, 2024

#### Préfaces
- Cécile Desprairies, Paris dans la Collaboration, Paris, Éditions du Seuil, 2009  (ISBN 978-2-02-097646-6).
- Isaac Levendel, Bernard Weisz, Vichy, les Nazis et les voyous. La traque des Juifs en Provence, Paris : Nouveau monde éditions, 2013  (ISBN 9782365833912 et 2365833918)[33]
- Valérie Portheret, Vous n'aurez pas les enfants, Paris, : XO Édition, 2020

### Discographie
- Serge Klarsfeld - Entretiens. Par Claude Bochurberg (Intégral 8 heures), coffret de 7 CD, 2001, Frémeaux & Associés[34].

### Filmographie
- La Traque, téléfilm, de Laurent Jaoui, 2008 : joué par Yvan Attal
- Serge et Beate Klarsfeld - Guerilleros de la mémoire, téléfilm de France 5 diffusé le 28 janvier 2011
- Beate et Serge Klarsfeld : le combat d’une vie, Réalisation : Frank Gutermuth, Wolfgang Schoen, SWR/ARTE, 52 min, Allemagne/France, 2016
- Les chasseurs de ténèbres, France Télévisions 2018, 13 h 15 le dimanche, 45 min, diffusé le 11 février 2018[35]

### Exposition
- Enfants juifs déportés de France, 2004-2006
- Beate et Serge Klarsfeld. Les combats de la mémoire (1968-1978). Mémorial de la Shoah, jeudi 7 décembre 2017-dimanche 29 avril 2018[36].

## Distinctions

### Décorations
- Grand-croix de la Légion d'honneur (nommé en 2022[37], remise le 27 mai 2024[38])
  - Grand officier en 2014[39].
- Grand-croix de l'ordre national du Mérite en 2018[40]
  - Officier en 1989.
- Officier de l'ordre du Mérite de la République fédérale d'Allemagne en 2015[41].
- Grand officier de l'Ordre de Grimaldi en 2022[42].
- Médaille de la ville de Perpignan, remise le 22 octobre 2022 par le maire Louis Aliot (RN)[43]

### Prix
- Prix Pétrarque 2015.